# Hermann Seul

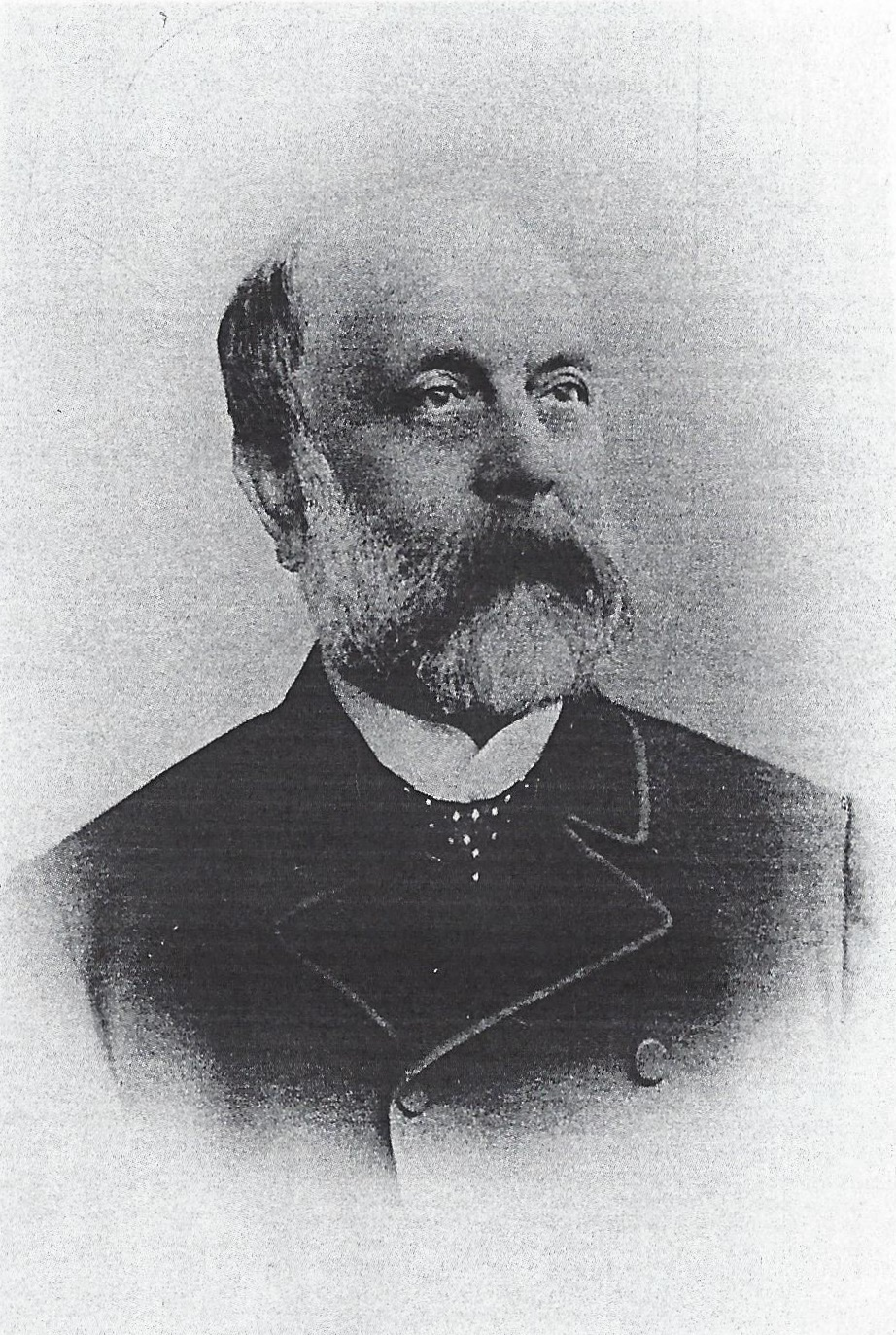
Hermann Seul

Hermann Seul (* 14. August 1827 in Koblenz; † 14. März 1912 in Düsseldorf) war ein deutscher  Landrat und Versicherungsdirektor in der Rheinprovinz. Er saß im Konstituierenden Reichstag des Norddeutschen Bundes.

## Leben
Seul studierte von 1846 bis 1848 Rechtswissenschaft an der Rheinischen Friedrich-Wilhelms-Universität Bonn und der Friedrich-Wilhelms-Universität Berlin. Auskultator war er am Landgericht Koblenz, Referendar bei der Regierung in Koblenz und der Regierung in Düsseldorf. 1850 wurde er Landrat des Kreises Neuß. Von 1874 bis 1901 war er Direktor der Rheinischen Provinzial Feuersocietät in Düsseldorf.
1867 war er Mitglied des Konstituierenden Reichstags des Norddeutschen Bundes für den Wahlkreis Düsseldorf 12 (Neuss, Grevenbroich) und die Freie Konservative Vereinigung.